# Copa Mundial Femenina de Fútbol Sub-20 de 2026
La Copa Mundial Femenina de Fútbol Sub-20 de 2026 (En polaco: Mistrzostwa Świata FIFA U-20 Kobiet Polska 2026) será la decimosegunda edición del torneo. La competición se disputará por primera vez en Polonia, por cuarta vez en Europa.
Participarán 24 equipos nacionales.
Será la segunda ocasión que Polonia albergue una Copa Mundial organizada por la FIFA después de la Copa Mundial de Fútbol Sub-20 de 2019.

## Elección del país anfitrión
Polonia fue designada oficialmente como anfitriona de la Copa Mundial Femenina Sub-20 de la FIFA de 2026 el 17 de diciembre de 2023 en la celebración del Consejo de la FIFA en Yeda, Arabia Saudita.

## Organización

### Sedes
| Katowice                    | Lodz                                 | Sosnowiec                  |
| --------------------------- | ------------------------------------ | -------------------------- |
| Stadion Miejski w Katowicah | Stadion Miejski im. Władysława Króla | Zagłębiowski Park Sportowy |
| Capacidad: 15 048           | Capacidad: 18 029                    | Capacidad: 11 600          |
|                             |                                      |                            |
| Por confirmar               | Katowice Lodz Sosnowiec              | Katowice Lodz Sosnowiec    |
|                             | Katowice Lodz Sosnowiec              | Katowice Lodz Sosnowiec    |
|                             | Katowice Lodz Sosnowiec              | Katowice Lodz Sosnowiec    |
|                             | Katowice Lodz Sosnowiec              | Katowice Lodz Sosnowiec    |

## Equipos participantes
En cursiva, los equipos debutantes del torneo.
| Competición                                        | Fecha                            | Sede        | Plazas | Clasificados                                              |
| -------------------------------------------------- | -------------------------------- | ----------- | ------ | --------------------------------------------------------- |
| País anfitrión                                     | 17 de diciembre de 2023          |             | 1      | Polonia                                                   |
| Copa Asiática Femenina Sub-20 de la AFC 2026       |                                  | Tailandia   | 4      | Bandera de ? · Bandera de ? · Bandera de ? · Bandera de ? |
| Campeonato Femenino Sub-20 de la CAF de 2026       |                                  | África      | 4      | Bandera de ? · Bandera de ? · Bandera de ? · Bandera de ? |
| Campeonato Femenino Sub-20 de la Concacaf de 2025  | 29 de mayo al 8 de junio de 2025 | Costa Rica  | 4      | Canadá Costa Rica Estados Unidos México                   |
| Campeonato Sudamericano Femenino Sub-20 de 2026    |                                  | Por definir | 4      | Bandera de ? · Bandera de ? · Bandera de ? · Bandera de ? |
| Campeonato Femenino Sub-20 de la OFC 2025          |                                  | Por definir | 2      | Bandera de ? · Bandera de ?                               |
| Campeonato Europeo Femenino Sub-19 de la UEFA 2025 | 15 al 27 de junio de 2025        | Polonia     | 5      | España Francia Inglaterra Italia Portugal                 |
| TOTAL                                              |                                  |             | 24     |                                                           |

## Fase de grupos
- Todos los horarios corresponden a la hora local de Polonia (UTC+2).

     – Clasificado directamente a Octavos de Final

     – Clasificado a Octavos de Final como uno de los mejores terceros.

### Grupo A
| Equipo  | Pts. | PJ | PG | PE | PP | GF | GC | Dif. |
| ------- | ---- | -- | -- | -- | -- | -- | -- | ---- |
| Polonia | 0    | 0  | 0  | 0  | 0  | 0  | 0  | 0    |
| A2      | 0    | 0  | 0  | 0  | 0  | 0  | 0  | 0    |
| A3      | 0    | 0  | 0  | 0  | 0  | 0  | 0  | 0    |
| A4      | 0    | 0  | 0  | 0  | 0  | 0  | 0  | 0    |

### Grupo B
| Equipo | Pts. | PJ | PG | PE | PP | GF | GC | Dif. |
| ------ | ---- | -- | -- | -- | -- | -- | -- | ---- |
| B1     | 0    | 0  | 0  | 0  | 0  | 0  | 0  | 0    |
| B2     | 0    | 0  | 0  | 0  | 0  | 0  | 0  | 0    |
| B3     | 0    | 0  | 0  | 0  | 0  | 0  | 0  | 0    |
| B4     | 0    | 0  | 0  | 0  | 0  | 0  | 0  | 0    |

### Grupo C
| Equipo | Pts. | PJ | PG | PE | PP | GF | GC | Dif. |
| ------ | ---- | -- | -- | -- | -- | -- | -- | ---- |
| C1     | 0    | 0  | 0  | 0  | 0  | 0  | 0  | 0    |
| C2     | 0    | 0  | 0  | 0  | 0  | 0  | 0  | 0    |
| C3     | 0    | 0  | 0  | 0  | 0  | 0  | 0  | 0    |
| C4     | 0    | 0  | 0  | 0  | 0  | 0  | 0  | 0    |

### Grupo D
| Equipo | Pts. | PJ | PG | PE | PP | GF | GC | Dif. |
| ------ | ---- | -- | -- | -- | -- | -- | -- | ---- |
| D1     | 0    | 0  | 0  | 0  | 0  | 0  | 0  | 0    |
| D2     | 0    | 0  | 0  | 0  | 0  | 0  | 0  | 0    |
| D3     | 0    | 0  | 0  | 0  | 0  | 0  | 0  | 0    |
| D4     | 0    | 0  | 0  | 0  | 0  | 0  | 0  | 0    |

### Grupo E
| Equipo | Pts. | PJ | PG | PE | PP | GF | GC | Dif. |
| ------ | ---- | -- | -- | -- | -- | -- | -- | ---- |
| E1     | 0    | 0  | 0  | 0  | 0  | 0  | 0  | 0    |
| E2     | 0    | 0  | 0  | 0  | 0  | 0  | 0  | 0    |
| E3     | 0    | 0  | 0  | 0  | 0  | 0  | 0  | 0    |
| E4     | 0    | 0  | 0  | 0  | 0  | 0  | 0  | 0    |

### Grupo F
| Equipo | Pts. | PJ | PG | PE | PP | GF | GC | Dif. |
| ------ | ---- | -- | -- | -- | -- | -- | -- | ---- |
| F1     | 0    | 0  | 0  | 0  | 0  | 0  | 0  | 0    |
| F2     | 0    | 0  | 0  | 0  | 0  | 0  | 0  | 0    |
| F3     | 0    | 0  | 0  | 0  | 0  | 0  | 0  | 0    |
| F4     | 0    | 0  | 0  | 0  | 0  | 0  | 0  | 0    |

### Mejores terceros
| Equipo | Grp. | Pts. | PJ | PG | PE | PP | GF | GC | Dif. |
| ------ | ---- | ---- | -- | -- | -- | -- | -- | -- | ---- |
| A3     | A    | 0    | 0  | 0  | 0  | 0  | 0  | 0  | 0    |
| B3     | B    | 0    | 0  | 0  | 0  | 0  | 0  | 0  | 0    |
| C3     | C    | 0    | 0  | 0  | 0  | 0  | 0  | 0  | 0    |
| D3     | D    | 0    | 0  | 0  | 0  | 0  | 0  | 0  | 0    |
| E3     | E    | 0    | 0  | 0  | 0  | 0  | 0  | 0  | 0    |
| F3     | F    | 0    | 0  | 0  | 0  | 0  | 0  | 0  | 0    |